# Kishu
O kishu[Nota] (em japonês:  紀州犬) é um cão de porte médio oriundo do distrito montanhoso de Kishu, no Japão. Promulgada como raça e patrimônio natural em 1934, eram cães utilizados principalmente na caça a javalis e cervos. Na origem a pelagem destes animais era marcada por cores como ruivo, sésamo e tigrado. Todavia, de 1934 em diante, apenas cores uniformes passaram a ser aceitas como padrão. Dez anos mais tarde, as variações desapareceram, e hoje somente o branco é encontrado.